# Jeungpyeon
Le Jeungpyeon (hangeul : 증편), également appelé sultteok (hangul : 술떡), est une variété de tteok (gâteau de riz) obtenu par cuisson à la vapeur d'une pâte de farine de riz préparée avec du makgeolli (vin de riz),.

## Préparation
On mélange de la farine de riz non glutineuse tamisée avec du makgeolli (vin de riz) chaud, on couvre et on laisse gonfler dans une pièce chaude. La pâte levée est de nouveau mélangée pour faire sortir les bulles d'air, on couvre et on laisse lever une fois de plus. Elle est ensuite cuite à la vapeur dans un moule jeungpyeon, avec des garnitures telles que des pignons de pin, du sésame noir, des jujubes en julienne, des tripes de roche en julienne, des pétales de chrysanthème et des pétales de Celosia argentea var. cristata. 

## Histoire
Le jeungpyeon est appelé par différents noms tels que gijeungtteog, gijitteog, sultteog, et beong-geojitteog.